# عبدي حاشي عبد الله
عبدي حاشي عبد الله (بالصومالية: Cabdi Xaashi Cabdullaahi)‏ سياسي صومالي شغل منصب رئيس مجلس الشيوخ الصومالي لفترتين متتاليتين، الأولى في يناير 2017، ثم أعيد انتخابه في أبريل 2022.

## حياته الشخصية
ولد عبدي حاشي في 1 ديسمبر 1946، في أوروميا بإثيوبيا. وينحدر من عشيرة سعد موسى إحدى عشائر هبر أول، من قبيلة إسحاق.

## حياته المهنية
انخرط عبدي حاشي في الخدمة المدنية مبكرا حيث شغل مناصب مختلفة خلال السبعينات والثمانينات من القرن الماضي، أبرزها منصب حاكم مقاطعة مركا جنوب الصومال في الفترة ما بين 1979 و 1990.
بعد انهيار الحكومة المركزية، شغل عبدي حاشي منصب وزير التراث والثقافة في الفترة ما بين 2004 و2007، وكذلك منصب وزير الصحة في الحكومة الفيدرالية الانتقالية في الصومال في 2008.
كما شغل مقاعد في البرلمان الاتحادي في الصومال عدة مرات.
في 22 يناير 2017 انتُخب عبدي حاشي رئيسا لمجلس الشيوخ الصومالي ليكون أول رئيس للمجلس منذ تشكيله.
في 26 أبريل 2022 أعيد انتخاب عبدي حاشي رئيسا للمجلس لفترة ثانية.